# Engenharia de superfícies
A engenharia de superfícies consiste em desenvolver e aplicar processos que confiram a uma determinada peça ou componente as propriedades desejadas por meio do controle das características de sua superfície.
Na definição do professor Tom Bell, considerado um dos pais da engenharia de superfícies e um de seus maiores contribuidores, a engenharia de superfícies trata da aplicação de tecnologia tradicional ou inovadora, para modificar as propriedades de componentes e materiais, criando um novo material composto que combina as características desejáveis da superfície e do material de base numa mesma peça.
A abordagem do professor Bell entende o substrato e a superfície como partes de um sistema integrado, motivo pelo qual ele recomenda incluir a engenharia de superfícies desde o início, e projetar o componente prevendo e incluindo o tratamento superficial que irá ser aplicado nele.
Assim, mediante a engenharia de superfícies é possível, por exemplo, compatibilizar materiais de baixo custo ou com propriedades especiais (como uma elevada resistência à fadiga ou a resposta a determinados estímulos) com meios nos quais sua aplicação direta é inviável.

A engenharia de superfícies trabalha muitas vezes em escala micrométrica ou nanométrica. Aqui depositou-se um revestimento cerâmico em cima de um aço inox para aumentar a resistência do material a altas temperaturas. A camada do meio foi aplicada para melhorar a aderência.